# Pecks
Pericles Santos Pereira dit Pecks, (né le 10 avril 1993 à Mindelo au Cap-Vert) est un footballeur cap-verdien. Il évolue au poste de défenseur au CF Valadares Gaia.

## Biographie

### En club
Pericles Santos Pereira commence sa carrière dans son pays natal, le Cap-Vert, avec le club du FC Batuque. Il quitte ensuite en 2011 le Cap-Vert pour le Portugal. Il se joint au Gil Vicente Futebol Clube, club de Primeira Divisão.
Lors de sa première saison, il ne joue aucun match en équipe première, se contenant d'évoluer avec l'équipe réserve. Il fait ses débuts en 1re division portugaise lors de la saison 2012-2013.

### En équipe nationale
Pecks joue son premier match international en novembre 2012 : il s'agit d'un match amical face au Ghana.
En 2013, il fait partie des 23 joueurs retenus pour disputer la Coupe d'Afrique des nations 2013[réf. nécessaire]. Il ne joue cependant aucun match lors de ce tournoi.